# 清水湖駅
清水駅（せいすいえき）は台湾宜蘭県三星郷にかつて存在した羅東森林鉄路（太平山森林鉄路羅東線）の鉄道駅。木造駅舎は現存しない。

## 沿革
- 1919年（大正8年）台湾電気興業が土場 - 天送埤間を起工[2]。
- 1921年（大正10年） - 天送埤以西が開通[3][4]。
- 1924年（大正13年）1月27日 - 竹林まで延伸し全線開業[2]。
- 1926年（大正15年）5月18日 - 旅客扱い開始に伴い駅を設置[3]。
- 1953年 - 地名の改称に伴い[5]、清水湖に改称[6][7]。
- 1978年 - 当駅を含む土場駅から天送埤駅間が台風により不通、事実上この区間が廃止となる[4]。
- 1979年8月1日 - 復旧することなく正式に全線廃止[4]。

## 駅周辺
- 台7丙線
- 清水小校
- 三星郷公所員山村弁公処
- 蘭陽渓
- 清水渓
- 台湾電力蘭陽発電所（中国語版）圓山機組（中国語版）
- 桜花温泉

## バス
最寄りの停留所は《清水電廠》
| 系統  | 管轄     | 事業者   | 区間                                                 | 備考 |
| ----- | -------- | -------- | ---------------------------------------------------- | ---- |
| 1745  | 公路客運 | 国光客運 | 宜蘭転運站（宜蘭駅） - 羅東転運站（羅東駅） - 南山村 |      |
| 1750  | 公路客運 | 国光客運 | 宜蘭転運站 - 太平山                                  |      |
| 1764  | 公路客運 | 国光客運 | 羅東転運站 - 梨山                                    |      |
| 1793  | 公路客運 | 国光客運 | 羅東転運站 - 天送埤 - 牛鬥                           |      |
| 1796  | 公路客運 | 国光客運 | 羅東転運站 - 天送埤 - 松羅                           |      |
| 1798A | 公路客運 | 国光客運 | 羅東転運站 - 智脳（楽水村）                          |      |

## 関連
- 台湾の鉄道駅一覧

## 隣の駅
林務局
羅東森林鉄路（羅東線）
天送埤駅 - 清水湖駅 - 牛鬥駅